# 银叶雾水葛
银叶雾水葛（学名：Pouzolzia argenteonitida）为荨麻科雾水葛属下的一个种。

## 扩展阅读
- 維基物種上的相關：银叶雾水葛